# Journal of Pediatric Gastroenterology and Nutrition
Das Journal of Pediatric Gastroenterology and Nutrition, abgekürzt J. Pediatr. Gastroenterol. Nutr., ist eine wissenschaftliche Fachzeitschrift, die vom Lippincott Williams&Williams-Verlag veröffentlicht wird. Die Zeitschrift erscheint mit zwölf Ausgaben im Jahr. Es werden Arbeiten veröffentlicht, die sich mit der Funktion des kindlichen Verdauungstrakts beschäftigen.
Der Impact Factor lag im Jahr 2014 bei 2,625. Nach der Statistik des ISI Web of Knowledge wird das Journal mit diesem Impact Factor in der Kategorie Pädiatrie an 23. Stelle von 119 Zeitschriften, in Kategorie Gastroenterologie und Hepatologie an 37. Stelle von 76 Zeitschriften und in der Kategorie Ernährung und Diätetik an 33. Stelle von 77 Zeitschriften geführt.